# Villa VdB

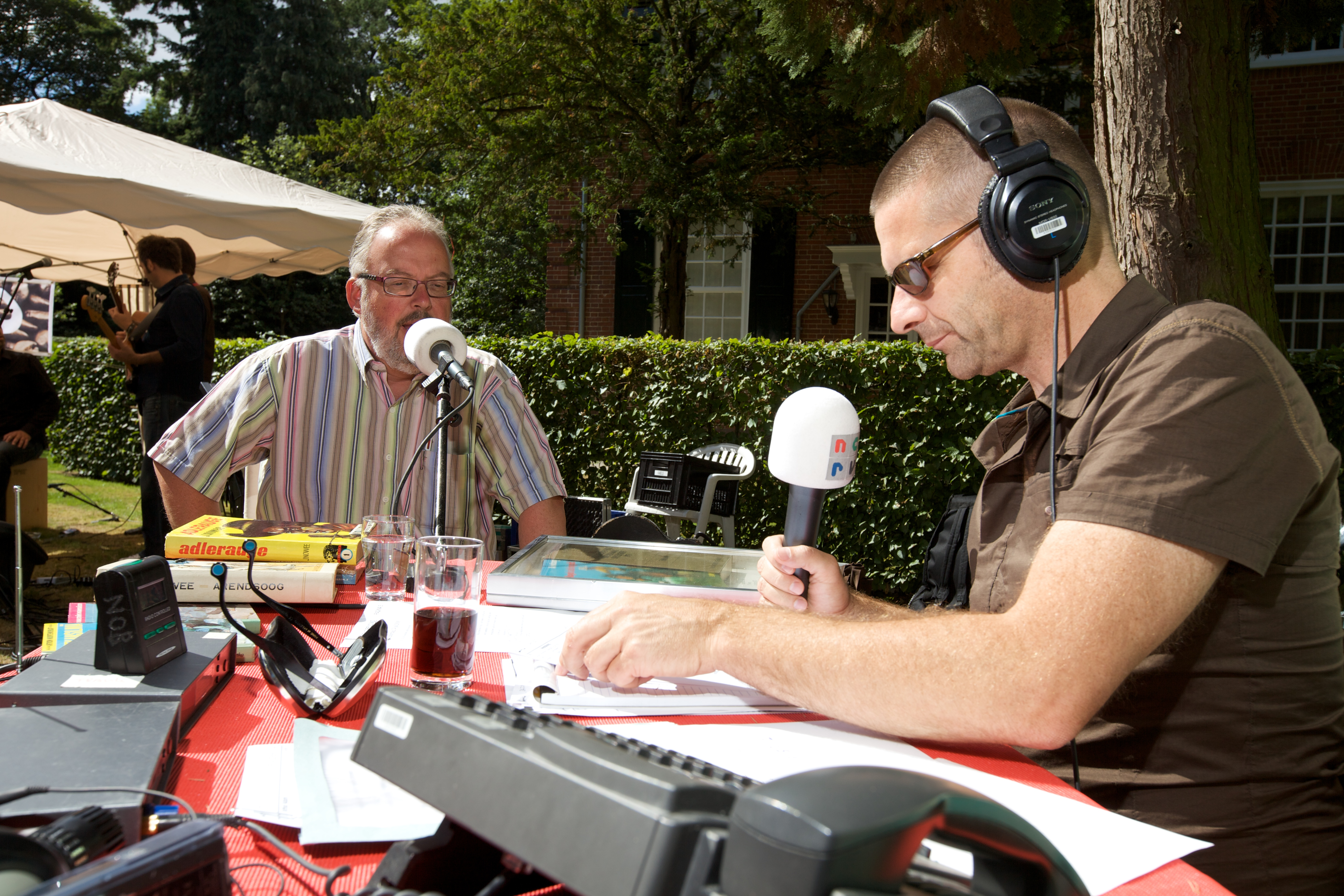
Presentator Jurgen van den Berg (2010)

Villa VdB is een Nederlands radioprogramma van Omroep MAX op NPO Radio 1 dat vanaf 3 januari 2022 wordt uitgezonden. Het programma was de opvolger van Blok & Toine (eerder Stax & Toine) van AVROTROS die op datzelfde tijdslot zaten.
Onderdelen consumentenzaken, actiejournalistiek, de rubriek Terug naar Toen en in het kader van: wie luistert, weet meer is er de nieuwssnipper (daarvoor de Letterzetter), een spel voor nieuwskenners. Op donderdag wordt de week met een lied van Marcel Harteveld afgesloten waarin alle hoogtepunten voorbijkomen.
Naast de Nachtzuster in de zaterdagnacht, Nieuwsweekend op zaterdagochtend en De Perstribune op zondagmiddag heeft de omroep nu meer uren zendtijd gekregen.